# Malguénac

Malguénac este o comună în departamentul Morbihan, Franța. În 1 ianuarie 2022 avea o populație de 1.849 de locuitori.